# Élection présidentielle dominicaine de 2004
L'élection présidentielle de 2004 s'est tenue en République dominicaine le 16 mai 2004.
Le président sortant, Hipólito Mejía, du Parti révolutionnaire dominicain, et battu et n'obtient que 1 215 928 voix, soit 33,70% des suffrages, face à l'ancien président Leonel Fernández, du Parti de la libération dominicaine, élu avec 2 063 871 voix, soit 57,10 % des suffrages.
Le candidat du Parti réformiste social chrétien, Eduardo Estrella, obtint 8,70 % des voix.

## Sources
1. ↑  Nohlen, D (2005) Elections in the Americas: A data handbook, Volume I, p247  (ISBN 978-0-19-928357-6)
2. ↑  Nohlen, p248